# سهير بلحسن
سهير بلحسن (ولدت في 1943 في قابس) هي ناشطة حقوق إنسان وصحفية تونسية. تمّ انتخابها في 24 أبريل 2007 رئيسة الفدرالية الدولية لحقوق الإنسان.
لطالما تمنّت سهير بلحسن، بحكم مهنتها كصحافية وكاتبة، أن تكون «صوت الذين لا صوت لهم»، وأملت تحقيق ذلك عبر نشاطاتها المهنية والتزامها بحماية حقوق الإنسان. تخصّصت بلحسن في مجال العلوم السياسية (في تونس وباريس) وعملت كمراسلة لـ«وكالة رويترز» وصحافية في مجلّة «جون أفريك». عام 1978 كانت أول من أشار إلى التطرّف الإسلامي في المجتمع التونسي في أعمدة مجلة «جون أفريك» الأسبوعية. إنّما الحدث الأبرز الذي كلّل سنوات نضالها الإنساني فكان قيادتها لـ«حملة الرابطة التونسية للدفاع عن حقوق الإنسان» من أجل الإعفاء عن 18 شاب تونسي حكموا بالإعدام لمشاركتهم في «أحداث الخبز» الشهيرة التي اندلعت في 18 يناير/كانون الثاني 1984.
تشاركت مع صوفي بسيّس في تأليف كتاب «بورقيبة»، وهو سيرة ذاتية مرجعية لرئيس الجمهورية الأسبق. مُنع بيع عملها طوال عهد بورقيبة. في كتابها التالي، «نساء المغرب العربي: الرهان»، الذي شاركتها أيضاً صوفي بسيّس في تأليفه، تصف بلحسن التحدي الذي تواجهه النساء في بلدان المنطقة بما في ذلك تونس.
أطلقت سهير بلحسن عام 1993 عريضة لدعم النساء الجزائريات حيث لامت وأدانت صمت النظام التونسي على وضع جارتها بحجّة أنّ وضع التونسيات المميّز نسبياً يمنعهن من اتخاذ أي موقف مناهض. إثر هذه العريضة، التي رغم أنّها لم تُوّقع سوى من 100 شخص، أُرغمت بلحسن على مغادرة تونس إلى باريس حيث دام نفيها مدة 5 سنوات.
بعد عودتها إلى تونس، أسّست المجلة الثقافية الأسبوعية «7 على 7» (7sur7) التي توقفت عن الصدور بعد فترة قصيرة. عام 1998، أجرت تقريراً لبرنامج عُرض على القناة التلفزيونية الفرنسية: «فرانس 2»، فأغضبت السلطات التونسية لذا اتّخذت بعض التدابير لتمنع التمويل الخارجي لمجلة «7 على 7» فكان مصير هذه الأخيرة الإفلاس.
في خضم نضالها وعملها كناشطة في مجال حقوق الإنسان، تعرّضت سهير في عدة مناسبات للاعتداء من قبل رجال شرطة باللباس المدني، وعلى غرار العديد من المناضلين للدفاع عن حقوق الإنسان، كانت تخضع للمراقبة المتواصلة (التنصّت على المكالمات الهاتفية، والتعقّب، ومقاطعة البريد والإطلاع عليه...). هذه المرأة التي دافعت عن حقوق الإنسان في بلدها من دون تعب أو كلل التزمت أيضاً بالدفاع عن عدة قضايا أخرى على الصعيد العالمي، بدءاً بحقوق المرأة. وهي تقوم في هذا المجال بالتنسيق مع «مجموعة عمل الفدرالية الدولية لحقوق الإنسان» المختصّة بحقوق المرأة.
اضطلعت سهير بالحسن بدور ناشط وفعّال في «الرابطة التونسية لحقوق الإنسان»، وهي أقدم منظّمة تعنى بحقوق الإنسان في العالم العربي. تواجه هذه المنظّمة الترهيب المستمر الذي تمارسه السلطات المحلية بحقها (المضايقة القانونية، الضرب، التهديدات...). وقد أصبحت نائبة رئيس المنظّمة في نوفمبر/تشرين الثاني 2000، ومن ثم التحقت بالمكتب الدولي لـ«الفدرالية الدولية لحقوق الإنسان» في «مؤتمر كيتو» لعام 2004. انتُخبت رئيسة «الفدرالية الدولية لحقوق الإنسان» في نيسان/أبريل 2007 في «مؤتمر ليشبونة»، وأُعيد انتخابها عام 2010 في «مؤتمر يريفان».
حازت في العام 2011 على جائزة مبادرة "تكريم" للإنجازات العربية عن فئة امرأة العام العربية. دعت إلى رجوع الحماية الفرنسية لتونس على الهواء مباشرة في التلفزة الفرنسية فرنسا 2 في 31/11/2011.
```
[
2
]
```

```
المدعوة «سهير بلحسن» التي دعت على القناة الفرنسية إلى تدخل عسكري فرنسي في تونس قبل الانتخابات
```

## مؤلفاتها
- الحبيب بورقيبة، السيرة الذاتية (بالاشتراك مع صوفي بسيس) في مجلدين، منشورات جون أفريك، باريس، 1988.

## روابط خارجية
- سهير بلحسن على موقع IMDb (الإنجليزية)